# SAFI
SAFI Invest SA a fost societatea de administrare a Fondului Mutual al Oamenilor de Afaceri (FMOA). Fondul a fost înființat în 1993 și a scos la vânzare certificate de investitor, pe care oamenii s-au grăbit să le cumpere, fiind tentați de faptul că li se promitea o creștere de 40% pe lună a sumei investite, în timp ce băncile acordau o dobândă de doar 5-7%.
Deși, scriptic, a înregistrat evoluții și rezultate spectaculoase în primii ani de funcționare, în anul 1996 Fondul Mutual al Oamenilor de Afaceri s-a confruntat cu probleme foarte grave, determinate în principal de politicile de investiție neadecvate și de insuficienta reglementare a pieței de capital, probleme ce au culminat cu suspendarea răscumpărărilor titlurilor.
Cauza imediată a fost modificarea, în primăvara anului 1996, a regulamentului în baza căruia se calcula valoarea activului net al fondurilor de investiții. Conform noii proceduri de calcul, FMOA a fost declarat falimentar. Un timp, fiecare investitor a reușit să-și recupereze lunar câte 5 la sută din sumă, sau a putut achiziționa în contul banilor depuși mobilă marca Elvila. În 1998, după consultarea investitorilor, FMOA s-a transformat în fond închis de investiții cu capital de risc și și-a schimbat numele în Fondul Oamenilor de Afaceri (FOA).
Scandalul SAFI, în care erau implicați mai mulți lideri ai PNL (Viorel Cataramă, George Danielescu, Radu Cojocaru, Dan Constantinescu) a izbucnit în primăvara anului 1996, cu puțin înainte de alegerile locale.
Viorel Cataramă a fost acuzat că, în calitate de președinte al SC SAFI Invest SA, prin lansarea unui prospect de emisiune autorizat de Comisia Națională a Valorilor Mobiliare (CNVM), prin decizia nr. 1089/13.08.1996, a prezentat ca reală o situație neadevărată și a creat prejudicii investitorilor fondului, care erau parteneri de contract. Procurorii au dispus neînceperea urmării penale.
Singura persoană care a fost trimisă în judecată în dosarul SAFI este George Danielescu, fost președinte al Consiliului de Administrație și director general SAFI, care însă a fost achitat de instanța supremă. Prăbușirea SAFI a păgubit peste o sută de mii de investitori.
În rechizitoriul în baza căruia Danielescu a fost trimis în judecată, se arăta că investitorii SAFI - care s-au constituit ulterior părti civile în proces, pentru recuperarea banilor depuși - au fost induși în eroare, deoarece cumpărau certificate de investitor cu o valoare mai mare decât cea reală, iar SAFI încasa comisioane mai mari decât cele cuvenite, ceea ce a dus la micșorarea nejustificată a activului Fondului. În urma acestor operațiuni, 2427 de investitori SAFI, părți civile în proces, nu au mai putut să-și recupereze banii.

## Libra Bank
Aceiași oameni, care fondaseră SAFI în 1993, au constituit, în ianuarie 1996, o bancă: Libra Bank - Banca Română pentru Relansare Economică, cu un capital de 18 miliarde de lei.
Președintele SAFI, George Danielescu, a devenit unul dintre administratorii băncii, iar șeful Comisiei de buget-finanțe din Camera Deputaților, deputatul PNL Dan Constantinescu, a fost numit președinte la Libra Bank.
Tot în conducerea băncii a fost numit și directorul general din Ministerul Finanțelor, Paul Coman - asociat, la rândul său, în mai multe firme.
Multă vreme a existat suspiciunea că banii liberalilor din SAFI au fost transferați în capitalul băncii.
Printre asociații băncii a fost cooptat și ministrul apărării Victor Babiuc.